# Burmagomphus divaricatus
Burmagomphus divaricatus е вид водно конче от семейство Gomphidae. Видът не е застрашен от изчезване.

## Разпространение
Разпространен е в Китай (Юннан), Лаос, Малайзия (Западна Малайзия), Сингапур и Тайланд.